# Абд аль-Малик аль-Маймуни
Абу аль-Хасан Абд аль-Ма́лик ибн 'Абд аль-Хамид ибн Шейх аль-Джазира ибн Махран аль-Майму́ни ар-Ракки́ (араб. أبو الحسن عبد الملك بن عبد الحميد بن عبد الحميد بن شيخ الجزيرة ميمون بن مهران الميموني الرقي‎, 797—887) — мухаддис и ханбалитский правовед. Был учеником Ахмада ибн Ханбаля на протяжении 22 лет, учеником Исхака ибн Юсуфа аль-Азрака, Хаджжаджа ибн Мухаммада и многих других. От него передавали хадисы ан-Насаи в «Сунане», Абу Авана аль-Исфараини, Абу Бакр ан-Найсабури, Абу Али аль-Харрани и др.

## Биография
Аль-Маймуни скончался в месяце Раби аль-авваль 274 года по хиджре (887 год).